# Geconditioneerd transport
Geconditioneerd vervoer (een anglicisme voor vervoer onder geleide temperatuur) is het bij een gecontroleerde atmosfeer vervoeren van bederfelijke goederen zonder onnodig verlies van kwaliteit.

## Voertuigen
Er zijn tal van voertuigen voor het vervoer van bederfelijke goederen. Er zijn ook zeer veel verschillende manieren van opbouw van de laadruimte. Dit is grotendeels afhankelijk van het type goederen dat wordt vervoerd. Vaak is er ook voor een specifiek temperatuurregelingssysteem gekozen. 

## ATP
Voor internationaal vervoer moet de vrachtwagen ATP-gekeurd zijn. 
De ATP-regelgeving, van Accord Transport Perishables (letterlijk vertaald: overeenkomst transport bederfelijke waren), geldt voor internationaal vervoer van diepgevroren, gekoelde en verwarmde producten. Het maakt niet uit of dit vervoer plaatsvindt over de weg, per spoor, door de lucht of over water. Als de vrachtwagen ATP-goedgekeurd is komt de zijkant van het voertuig een sticker. Op die sticker staan:
- Soort voertuig
- De isolatiewaarde
- De temperaturen die bereikt kunnen worden.
- De maand en het jaar tot wanneer de keuring geldig is.

De ATP-overeenkomst handelt alleen over grensoverschrijdend vervoer maar sommige landen hebben deze regeling ook overgenomen voor hun binnenlands verkeer (bijvoorbeeld België: Wet van 11 juli 1979).

## HACCP
HACCP (Hazard Analysis Critical Control Point) is een controlesysteem om de constante kwaliteit van levensmiddelen, voedselveiligheid, te waarborgen. Dit gebeurt voor de gezondheid van de eindgebruiker. De HACCP-regelgeving geldt vanaf de bereiding tot het transport en/of opslag.
De HACCP-code is vastgelegd in een protocol dat op het bedrijf aanwezig dient te zijn. In dit protocol staan onder meer wie er voor welke taken verantwoordelijk is, en wat de verantwoordelijkheden van de chauffeur zijn. Om de chauffeur te helpen in zijn werkzaamheden beschikt hij over een handboek en/of HACCP-registratiebladen.

## Certificaat
Chauffeurs die bederfelijke goederen willen vervoeren, konden hiervoor bij het CBR/CCV een speciaal examen afleggen. Inmiddels is dit door gebrek aan belangstelling niet meer mogelijk.